# Kathleen Sebelius
Kathleen Gilligan Sebelius (født 15. maj 1948) er en amerikansk politiker for det demokratiske parti. Hun er tidligere guvernør i delstaten Kansas og tidligere USAs helse- og omsorgsminister. Sebelius er født i Cincinnati i Ohio.
Hun støttede Barack Obamas opstilling som demokraternes præsidentkandidat under primærvalgkampen i 2008. I den forbindelse ansås hun for at være blandt en række kandidater til at blive hans vicepræsident.